# Piotr Kwŏn Tŭg-in
Piotr Kwŏn Tŭg-in (ko. 권득인 베드로) (ur. 1805 r. w Seulu – zm. 24 maja 1839 r. tamże) – męczennik, święty Kościoła katolickiego.
Piotr Kwŏn Tŭg-in urodził się w Seulu w rodzinie katolickiej. W dzieciństwie stracił ojca, a jego matka zmarła gdy miał 16 lat. Gorliwym katolikiem stał się pod wpływem matki. Po jej śmierci ożenił się i pracował w sklepie zielarskim brata. Później sam zaczął prowadzić mały interes. Wprawdzie był biedny, ale nie narzekał na to. Po przeprowadzeniu się w inne miejsce produkował krzyżyki i święte medaliki dla chrześcijan. Podczas prześladowań został aresztowany 16 stycznia 1839 r. razem z rodziną. Byli oni przesłuchiwani i kilkakrotnie torturowani. Jego żona i jej brat nie wytrzymali tortur i wyrzekli się wiary, po czym ich uwolniono. Piotr Kwŏn Tŭg-in pozostający w więzieniu, napisał do nich list z prośbą o zmianę tej decyzji. Pod wpływem świadectwa synowej jego żona uznała błąd swojego odstępstwa i żałowała go. Piotr Kwŏn Tŭg-in był wielokrotnie okrutnie torturowany. Jednym z powodów podanych na jego wyroku śmierci była produkcja i sprzedaż przedmiotów kultu. Został ścięty w Seulu w miejscu straceń za Małą Zachodnią Bramą 24 maja 1839 r. razem z 8 innymi katolikami (Magdaleną Kim Ŏb-i, Anną Pak A-gi, Agatą Yi So-sa, Agatą Kim A-gi, Augustynem Yi Kwang-hŏn, Barbarą Han A-gi, Łucją Pak Hŭi-sun i Damianem Nam Myŏng-hyŏg).
Jego wspomnienie przypada 20 września (w grupie 103 męczenników koreańskich).
Beatyfikowany 5 lipca 1925 r. przez Piusa XI, kanonizowany 6 maja 1984 r. przez Jana Pawła II w grupie 103 męczenników koreańskich.